# Deni Jordan
Deni Jordan er en dansk stuntmand og stuntkoordinator. Han startede sin stuntkarriere ved et tilfælde da han mødte Martin Spang Olsen som dengang ledte efter potentielle stuntmænd til filmen "Op på fars hat" . 
Efter mange år som stuntmand på forskellige produktioner fik Deni sit første store internationale job som stuntkoordinator på den Svensk/Tyske/Italienske film og serie "Vendetta" baseret på Jan Guillous bog om agenten Carl Hamilton. Denne produktion var en slags svendeprøve for Deni som arbejdede på produktionen i 6 mdr med optagelser i Sverige, Spanien og Italien. 
Sidenhen har det gået stærkt og Deni har henholdsvis lavet store produktioner både i Danmark såsom "Flammen og Citronen" , "Mænd og Høns", "Broen" og en masse af de største film og tv produktioner i Norden såsom Wallander, Millenium, Headhunters, Mammon, Øyevitne og Melancholia. Fuld curriculum kan ses her. 
De seneste år har Deni arbejdet på Skandinaviske produktioner men også en del udenlandske som History is made at night, Pioneer, Covert Affairs, Barnaby, Welad Rizk og Albion - Rise of the Danaans. Deni vandt i 2002 de uofficielle verdensmesterskaber i stunt i Moskva, også kendt som Prometheus Festivalen.  
Deni er som den eneste danske stuntmand 3 gange nomineret til en Taurus World Stunt Awards i 2010, 2014 og 2020 for henholdsvis BBC filmen "Firewall",  filmen "Pioneer"  - og senest i 2020 for actionthrilleren "Kasablanka" .  
Deni Jordan har stuntfirmaet Scandinavian Stunt Group Arkiveret 26. oktober 2020 hos  Wayback Machine. Deni er desuden begyndt at instruere og har i 2014 færdiggjort tv-serien "The Stunt Comedy Show" som blev vist på DR Ultra i 2014 og 2015 og som desuden pt. er solgt til 14 lande.